# Мельничний (притока Шольї)
Ме́льничний (рос. Мельничный) — невеликий струмок в Камбарському районі Удмуртії, Росія, ліва притока річки Шолья.
Починається на захід від села Октябрська, посеред тайги. Протікає на південний захід, впадає до річки Шолья.
Річка неширока, береги невисокі, порослі лісом. Має одну невелику пересихаючу притоку зліва.